# Spaarndammerstraat
De Spaarndammerstraat is een woon- en winkelstraat in de Spaarndammerbuurt in Amsterdam Oud-West.

## Geschiedenis en ligging
De Spaarndammerstraat is per raadsbesluit van 20 november 1878 (geherdefinieerd in 1909 en 1913) vernoemd naar het dorp Spaarndam en voormalige gemeente aan het Noorder Buiten Spaarne.
De straat begint officieel aan de Houtmankade, loopt dan even westwaarts om vervolgens naar het noordwesten af te buigen tot aan Spaarndammerdijk/Tasmanstraat. Ze schampt daarbij bij die kromming het Domela Nieuwenhuisplantsoen. Verkeerstechnisch is de hoofdroute van de straat vanaf de Spaarndammerspoorbrug (in- en uitgang van de buurt vanuit en naar het Nassauplein) naar de Spaarndammerdijk/Tasmanstraat.
Het bouwen van de eerste arbeiderswoningen is nog gestart voor 1900. In de loop van de 20ste eeuw hebben veel bestaande woningen plaatsgemaakt voor nieuwere bouw waardoor de straat een mix is van woningen uit verschillende bouwperioden.
Ooit werd het gezicht van de Spaarndammerstraat bepaald door de Parochiekerk van de Heilige Maria Magdalena totdat deze in 1967 is afgebroken. Sinds 2019 is de geest van de ‘kathedraal’ weer terug dankzij een volledig nieuw heringerichte Domela Nieuwenhuisplantsoen. De locatie waar de kerk ooit heeft gestaan.

### Uiterlijk in 2019
Ondanks de uitbreidingen van de Houthavens ten noorden van de Spaarndammerstraat lijkt de straat zijn volkse karakter te hebben behouden. Het blijft wel daardoor in ontwikkeling en uitstraling achter bij een moderne winkelstraat. De nodige supermarktketens en horecagelegenheden hebben zich de afgelopen 10 jaar gevestigd in deze straat.
De gehele straat inclusief de voetpaden zijn beklinkerd. Het autoverkeer kan vanuit twee richtingen gebruik maken van de straat. Aan beide zijden van de straat bevinden zich fietsbanen, voetgangerspaden en parkeergelegenheid.

## Gebouwen
Als eerder aangegeven is de Spaarndammerstraat een mix van gebouwen uit verschillende bouwperioden. De volgende markante en karakteristieke gebouwen zijn (gegevens 2019):
- De voormalige pastorie van de Magdalenakerk aan de Spaarndammerstraat 9 uit 1891, ontworpen door Pierre Cuypers
- Het St Leo gesticht aan de Spaarndammerstraat 11-13, het voormalige zusterhuis van de Magdalenakerk, uit 1902, gebouwd naar een ontwerp van J.J.L. Moolenschot (Johannes Josephus Lambertus Moolenschot, geboren 1857)
- Spaarndammerstraat 63, een winkelpand, ontwerper onbekend
- Spaarndammerstraat 73-75 uit 1900 (gevelstenen), een voormalig verenigingsgebouw, naar een ontwerp van François Marie Joseph Caron; in 2008 grondig gerenoveerd (gevelsteen "Renovatum 2008")
- Het Patronaatsgebouw (Spaarndammerstraat 460), een gebouw in chaletstijl met eclectische details dat omstreeks 1890 is opgetrokken in opdracht van de Wester Suikerraffinaderij (later CSM en Corbion); ontwerpers J. Stillman, Willem Langhout en Piet Hein Niftrik
- Het voormalige Bureau van Politie (Spaarndammerstraat 614-626), in 1896 ontworpen door de Dienst der Publieke Werken[1]
- De arbeiderswoningen (Spaarndammerstraat 792-872) gebouwd door Woningbouwvereniging Het Westen naar een ontwerp van Herman Walenkamp in de bouwstijl Rationalisme met witte topgeveltjes met daarin een groot rond vensterraam. Deze arbeiderswoningen hebben de status van gemeentelijk monument en maken deel uit van een blok woningen aan de Nova Zemblastraat, Tasmanstraat en Aert van Nesstraat (even zijde).

## Kunst
Aan het begin van de straat nabij de Spaarndammerspoorbrug staat het beeld Teken van Egidius Knops.

## Openbaar vervoer
Sinds 5 februari 1906 reed tram 5 door de straat. Op 18 juni 1945 werd de lijn vervangen door tram 12 die op 20 januari 1955 werd omgezet in een buslijn met hetzelfde nummer waarbij de tramsporen verdwenen. Op 1 januari 1975 werd de lijn opgenomen in de huidige bus 22 die hier nog steeds rijdt. Van 2 juni 1986 tot eind mei 1992 reed ook bus 44 door de straat.